# El Socorro (ort i Honduras)
El Socorro är en ort i Honduras.   Den ligger i departementet Departamento de Comayagua, i den västra delen av landet, 100 km nordväst om huvudstaden Tegucigalpa. El Socorro ligger 1 134 meter över havet och antalet invånare är 1 092.
Terrängen runt El Socorro är varierad. Runt El Socorro är det tätbefolkat, med 476 invånare per kvadratkilometer. Närmaste större samhälle är Siguatepeque, 9,7 km öster om El Socorro.  